# UTA Flight 772
UTA Flight 772 var ett franskt flygplan som sprängdes i ett terrorattentat över Niger den 19 september 1989. Totalt dödades 156 passagerare och 14 i besättningen. Libyen anklagades för dådet och libyska medborgare dömdes in absentia i fransk domstol. Motivet ska ha varit Frankrikes stöd till Tchad i en konflikt med Libyen.
Flygplanet tillhörande Union des Transports Aériens utgick från Brazzaville i Kongo-Brazzaville, via N'Djamena i Tchad, till flygplatsen Charles de Gaulle i Paris. Planet av modellen McDonnell Douglas DC-10 lämnade N'Djamena klockan kl 13:13. Fyrtiosex minuter senare, på altitud 10 700 meter, exploderade UTA 772 över Saharaöknen nära städerna Bilma och Ténéré i Niger. Alla 170 ombord dog.

## Offren
De 170 offren var från 18 länder: Frankrike, 54; Kongo-Brazzaville, 48; Tchad, 25; Italien, 9; USA, 7; Kamerun, 5; Storbritannien, 4; Kongo-Kinshasa, 3; Kanada, 3; Centralafrikanska republiken, 2; Mali, 2; Schweiz 2, Algeriet, 1; Bolivia, 1; Belgien, 1; Grekland, 1; Marocko, 1 samt Senegal, 1.

## Utredning
En utredning gjord av FN-organet ICAO kom fram till att haveriet orsakades av en bomb som hade placerats i en behållare vid plats 13-R i planets främre godsutrymme. Förmodligen fanns bomben i bagage som lastades vid flygplatsen i Brazzaville. De första teorierna om vilka terrorgrupper som kunde ligga bakom dådet inkluderade Islamiska Jihad, som snabbt tog på sig ansvaret för attacken, samt "the Secret Chadian Resistance", en rebellgrupp som var emot president Hissen Habré. Fem år tidigare, 10 mars 1984, förstörde en annan bomb en DC-8 tillhörande UTA, strax efter planet landade på N'Djamena. Inga förolyckades och de ansvariga identifierades aldrig.
UTA 772:s vrak skickades till Frankrike för kriminalteknisk utredning. Spår av det explosiva ämnet PETN hittades i det främre godsutrymmet. Bitar av en mörkgrå resväska av märket Samsonite hittades, och eftersom bitarna var täckta med ett lager av pentrite (= PETN) kom utredarna fram till att väskan var explosionens källa.[källa behövs]

## Domstolsförhandlingar
Ett erkännande erhölls från en av de misstänkta terroristerna, en kongoles i opposition som hade hjälpt till att rekrytera en annan dissident för att smuggla ombord bomben på flygplanet. Erkännandet ledde till att sex libyer åtalades. Den franska domaren Jean-Louis Bruguière identifierade dessa som följer:
- Abdullah Senussi, svåger till Libyens ledare Muammar al-Gaddafi, samt andreman vid landets säkerhetspolis;
- Abdullah Elazragh, konsul vid Libyens ambassad i Brazzaville;
- Ibrahim Naeli och Arbas Musbah, sprängämnesexperter vid Libyens underrättelsetjänst;
- Issa Shibani, agenten som köpte timern som enligt uppgift utlöste bomben; samt,
- Abdelsalam Hammouda, Senussis högerman, som enligt uppgift koordinerade attacken.

Domstolen sammanträdde 1999 vid Paris Assize Court för dådet mot UTA 772. Eftersom Mummar al-Gaddafi inte tillät att de utlämnades till Frankrike så prövades de in absentia (utan att vara näravande), och dömdes skyldiga.

### Anfört motiv
Motivet som ofta tillförs Libyen är hämnd mot Frankrike för att de stödde Tchad i Libyens krig med landet, vilket Libyen ska ha ansett vara "neo-kolonialistiskt". Konflikten mellan Libyen och Tchad (1978-1987) slutade i katastrof för Libyen efter ett enormt nederlag vid slaget om Maaten al-Sarra i det så kallade Toyotakriget 1987. Gaddafi tvingades gå med på eldupphör, vilket ändade hans drömmar om afrikansk och arabisk dominans. Gaddafi skyllde nederlaget på fransk och amerikansk "aggression" mot Libyen.

## Kompensation från Libyen
Domstolen i Paris gav UTA-offrens familjer belopp mellan 3 000 och 30 000 euro, beroende på deras relation med den döda. En grupp anhöriga, "Les Familles du DC10 d'UTA" som inte var nöjda skrev 9 januari 2004 på en uppgörelse med Gaddafi International Foundation for Charity Associations i vilken de accepterar en kompensation på beloppet 170 miljoner amerikanska dollar, eller 1 miljon för vart och ett av de 170 offren. I maj 2007 rapporterades att 95 procent av denna kompensation betalats till familjerna.
De sju amerikanernas familjer vägrade acceptera betalningsuppgörelsen och vill istället åtala den libyska regeringen i en federal domstol i Washington, D.C.. 19 september 2006 begärde de att domstolen skulle döma den libyska regeringen och sex av dess agenter skyldiga till tillintetgörandet av UTA 772. De sökte mer än 2 miljarder dollar, för förlust av liv och förstörelsen av jetplanet. Efter en rättegång som varade i tre dagar, 13-15 augusti 2007, beslutade distriktsdomaren Henry H. Kennedy att Libyen var direkt ansvarigt för bombdådet. I domslutet 15 januari beordrades Libyen att betala 6 miljarder dollar, i skadestånd till familjerna och flygplanets ägare. Libyen överklagade beslutet.
I oktober 2008 deponerade Libyen 1,5 miljarder dollar i en fond som ska användas för att kompensera släktingar till offren i
1. Lockerbieattentatet;
2. Diskoteksbombningen i Västberlin 1986;
3. UTA Flight 772
4. Libyska offer i Operation el Dorado Canyon - då USA bombade Tripoli och Benghazi 1986.

Som ett resultat därav utfärdade president George W. Bush en exekutiv order som återinförde Libyens immunitet för terrorrelaterade stämningar, samt hävde alla kompensationsärenden i USA, enligt Vita huset.

### Fotnoter
1. ↑  registered N54629
2. 1 2  "Court Awards US Victims More Than $6 Billion for 1989 Libyan Terrorist Bombing of French Airliner That Killed 170 People Over African Desert Arkiverad 13 juli 2012 hämtat från the Wayback Machine.." PR Newswire. 15 januari 2008. Läst on 3 april 2011.
3. ↑  UTA Flight 772: Aviation Safety Network report
4. ↑  UTA DC-8: Aviation Safety Network report
5. ↑  Les preuves trafiquées du terrorisme libyen by Pierre Péan (Le Monde diplomatique)
6. ↑  The French military role in Chad[död länk]
7. ↑  Greenwald, John (21 september 1987). ”Disputes Raiders of the Armed Toyotas”. Time. Arkiverad från originalet den 24 maj 2011. https://web.archive.org/web/20110524014107/http://www.time.com/time/magazine/article/0,9171,965563,00.html. Läst 3 april 2011.
8. ↑  http://www.dc10-uta.org Les Familles du DC10 d'UTA
9. ↑  ”Over $160 million of Libyan compensation distributed”. Arkiverad från originalet den 25 maj 2012. https://archive.is/20120525004517/http://www.dc10-uta.org/index.htm. Läst 25 maj 2012.
10. ↑  Compensation claim by American relatives Arkiverad 23 mars 2006 hämtat från the Wayback Machine.
11. ↑  ”U.S. court orders Libya to pay $6 billion for bombing”. Reuters. 16 januari 2007. http://www.reuters.com/article/newsOne/idUSN1657189520080116. Läst 3 april 2011.
12. ↑  ”Memorandum, Robert Pugh, et al. v. Socialist People's Libyan Arab Jamahiriya, Civ. Action No. 02-2026-HHK (D.D.C. 15 January 2007)”. Arkiverad från originalet den 8 juli 2011. https://web.archive.org/web/20110708205300/http://www.crowell.com/PDF/UTA-Flight-772/UTA_Memorandum-of-Law_Judge-Kennedy.pdf. Läst 3 april 2011.
13. ↑  "U.S. judge orders Libya to pay billions to plane victims," Houston Chronicle, 17 January 2008
14. ↑  ”Libya compensates terror victims”. BBC News. 31 oktober 2008. http://news.bbc.co.uk/1/hi/world/americas/7703110.stm. Läst 3 april 2011.